# Aganacris
Aganacris is een geslacht van rechtvleugeligen uit de familie sabelsprinkhanen (Tettigoniidae). De wetenschappelijke naam van dit geslacht is voor het eerst geldig gepubliceerd in 1871 door Walker.

## Soorten
Het geslacht Aganacris omvat de volgende soorten:
- Aganacris nitida Perty, 1832
- Aganacris velutina Kirby, 1906